# José Mujica
José Alberto Mujica Cordano (pronunție în spaniolă, conform IPA, /xoˈse alˈβeɾto muˈxika koɾˈðano/; n. 20 mai 1935, Montevideo, Departamentul Montevideo, Uruguay – d. 13 mai 2025, Montevideo, Departamentul Montevideo, Uruguay), cunoscut și sub numele de El Pepe, a fost un politician din Uruguay, luptător de gherilă, membru al partidului Frente Amplio și președinte al Uruguayului între 1 martie 2010 și 1 martie 2015.

## Activitate politică
José Mujica a fost ales deputat în 1994 și senator în 1999. A fost Ministru al agriculturii, resurselor animaliere și pescuitului al Uruguayului⁠(en)[traduceți] între anii 2005 și 2008, apoi din nou senator. Mujica a fost ales președinte în urma alegerilor prezidențiale din 2009⁠(en)[traduceți] și a preluat oficiul prezidențial la 1 martie 2010. 
Mujica a introdus măsuri importante și controversate printre care: legea avortului, legea privind căsătoriile între persoane de același gen și în fine, legea privind cultivarea și vânzarea marijuanei (pentru a stopa traficul de droguri și a obține pentru stat venituri altfel aparținând organizațiilor ilegale).

## Viața personală
S-a născut la 20 mai 1935 ca fiu al lui Demetrio Mujica, de origine bască și al lui Lucy Cordano, fiica unor imigranți de origine italiană. Tatăl său era un mic fermier a cărui fermă a dat faliment în 1940, când Jose Mujica avea 5 ani. 
În 2005 s-a căsătorit cu  Lucía Topolansky (și ea fostă membră a gherilei Tupamaros, ulterior a fost senator) după ce au conviețuit mult timp împreună fără a fi căsătoriți. Cei doi nu au avut copii și au locuit într-o mica fermă din periferiile capitalei Montevideo, unde au cultivat crizanteme pe care le au vândut. Jose Mujica a refuzat să locuiască în palatul prezidențial opulent și a preferat să-și păstreze stilul umil de viață. Nu a renunțat nici la mijlocul său de transport, un Volkswagen Broscuță din 1987. În 2010, conform declarației sale de avere, mașina valora 1800 dolari americani. În noiembrie 2014 cotidianul Búsqueda spunea că i s-ar fi oferit un milion de dolari pentru Volkswagenul său Beetle. Mujica a declarat că dacă cineva i-ar oferi un milion de dolari pe mașina sa ar vinde-o și banii i-ar dona unei organizații de caritate. Ferma la care a locuit împreună cu soția sa a fost proprietatea celei din urmă. 
Stilul său umil de viață a atras mult atenția din partea mass-mediei și a publicului larg, fiind unic. 
A fost vegetarian, ateu și a fost considerat "cel mai sărac președinte din lume", donându-și aproximativ 90 la sută din salariul său lunar organizațiilor de caritate și micilor întreprinzători.